# Маноил Марков
Маноил Марков е български общественик, деец на Българското възраждане в Източна Македония.

## Биография
Маноил Марков е роден в град Горна Джумая, в Османската империя. Занимава се с търговия и се издига сред най-видните българи в Горна Джумая. По време на Руско-турската война при Временното руско управление от февруари 1878 до юни 1879 година е председател на Окръжния управителен съвет. Член е на ръководството на комитета „Единство“ в Горна Джумая. След като градът е върнат на Османската империя от Берлинския договор, Марков се изселва в Дупница.